# Middle Fork Fortymile
 (décembre 2023).
Si vous disposez d'ouvrages ou d'articles de référence ou si vous connaissez des sites web de qualité traitant du thème abordé ici, merci de compléter l'article en donnant les références utiles à sa vérifiabilité et en les liant à la section « Notes et références ».
La rivière Middle Fork Fortymile est un cours d'eau d'Alaska, aux États-Unis situé dans la région de recensement de Southeast Fairbanks. C'est un affluent de la rivière North Fork Fortymile, elle-même affluent de la rivière Fortymile, qui se jette dans le fleuve Yukon.

## Description
Longue de 60 milles (97 km), elle coule en direction du nord-est et rejoint la rivière North Fork Fortymile à 38 milles (61 km) au sud-ouest de Eagle.
Son nom, donné par les prospecteurs, a été référencé en 1902, elle était appelée Granite Fork depuis 1898.

## Sources
- (en) « Middle Fork Fortymile », Geographic Names Information System